# Astragalus nenilinii
Astragalus nenilinii är en ärtväxtart som beskrevs av Khass. och Al.Ivanovich Malzev. Astragalus nenilinii ingår i släktet vedlar, och familjen ärtväxter. Inga underarter finns listade i Catalogue of Life.